# Lycée Théophile-Gautier
Le lycée Théophile-Gautier est un établissement d'enseignement secondaire et supérieur français au statut d'établissement public local d'enseignement situé à Tarbes qui dépend de l'académie de Toulouse.

## Localisation
Le lycée Théophile-Gautier est situé près de la place de Verdun dans le quartier du centre-ville (canton de Tarbes 3) au no 15 de la rue Abbé-Torné dans le département des Hautes-Pyrénées en région Occitanie.

## Histoire
L'existence d’un collège à Tarbes est attestée dès la première moitié du XVIe siècle,  terrier de 1513, il est alors installé sur l’actuelle place de Verdun. L'actuel emplacement du lycée qui était l'hôtel particulier des marquis d'Ossun est acheté en 1633 par la ville de Tarbes pour y déplacer le bâtiment.
En 1670, le collège est confié aux Pères Doctrinaires dont la mission d'enseignement est officialisée par lettres patentes de Louis XIV. C'est une école Centrale après la Révolution, puis un collège municipal en 1804, et en 1853 devient un lycée impérial puis un lycée national en 1870.
À la demande du conseil municipal en 1911, le lycée de Tarbes reçoit officiellement le nom de lycée Théophile-Gautier qui veut honorer la mémoire de Théophile Gautier, à l’occasion du centenaire de sa naissance, poète et romancier né à Tarbes en 1811.

## Enseignements
Le lycée propose un enseignement général et prépare au baccalauréat. En 2021, il accueille 900 élèves élèves de second cycle et 760 élèves étudiants de CPGE.

### Secondaire
- Littéraire (L)
- Économique et Sociale (ES)
  - Sciences de la Vie et de la Terre (SVT)
  - enseignement moral et civique (E.M.C.)
  - Éducation physique et sportive (E.P.S.)

### Supérieur
Classes Préparatoires aux Grandes Écoles (CPGE) :
- PC
- PSI,
- BCPST
- Khâgnes LSH
- ECS
- MPI, MP

## Anciens élèves notoires
- Isidore Ducasse dit Comte de Lautréamont.
- Jules Laforgue.
- Ferdinand Foch.
- Christian Gion.
- Patrice de Bellefon.
- Agnès Gayraud
- Philippe-Joseph Salazar
- Jean-Marie Souberbielle (1899-1842), Compagnon de la Libération.

## Anciens professeurs notoires
- René Valmy.
- François Fortassin.
- Raymond Lizop.
- Colonel Charles Cambe, Légion étrangère, ESORSEM.

## Galerie d'images

Sélection de vues du lycée
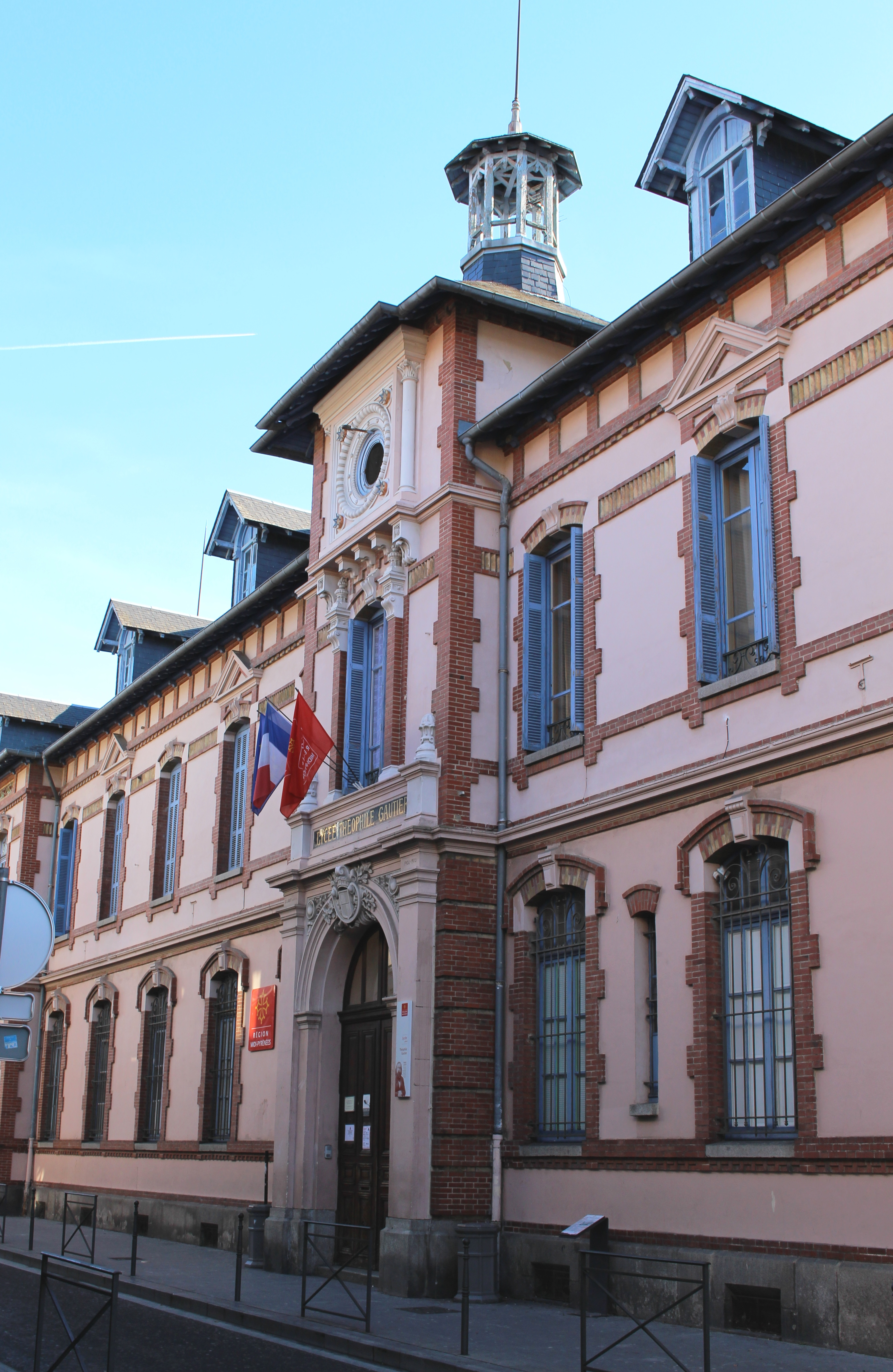
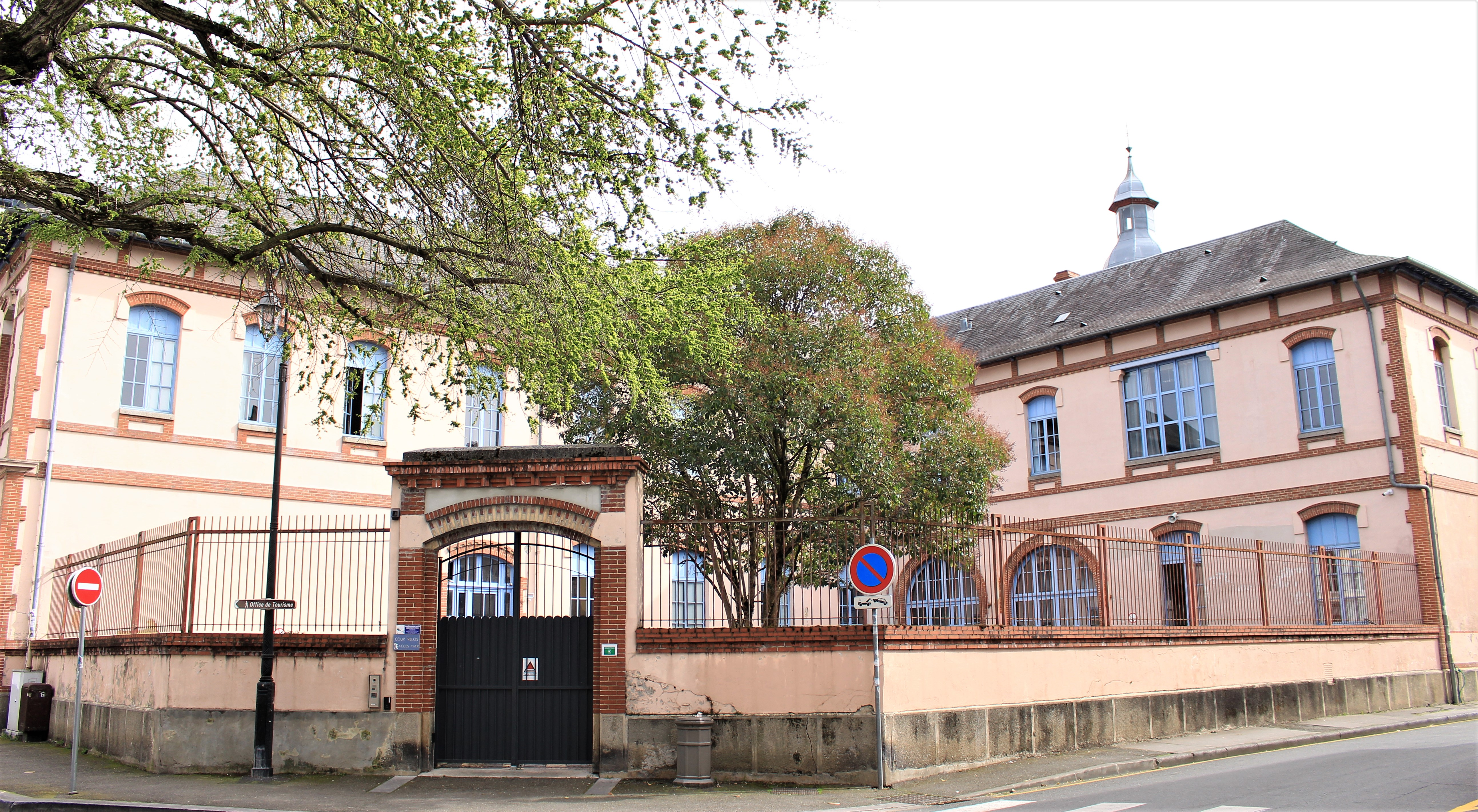